# II. epheszoszi zsinat
A II. epheszoszi (efézusi) zsinat (közismert nevén: rablózsinat) 449 nyarán, Epheszoszban tartott egyházi gyűlés.

## Előzmény
448-ban a Flavianus (görögösen Phlabianosz) pátriárka elnökletével vezetett konstantinápolyi zsinaton egy teológiai vitában Eutükhész apát szembetűnő eltökéltséggel kétségbe vonta azoknak a hitét, akik szerint Krisztusban „két természet van az egyesülés után", őt viszont Flavianus ítélte el mint apollianaristát és megfosztotta a hivatalától. Ezután Eutükhész azzal fellebbezett, hogy tárgyalásának jegyzőkönyve pontatlan, s 449 áprilisában a kivizsgálás során neki adtak igazat. Majd az alexandriai Dioszkurosz pátriárka azzal vádolta meg Flavianust, hogy más kritériumot kívánt meg az ortodoxia igazolására, mint a nikaiai hitvallás, melyről az epheszoszi zsinat kihirdette, hogy nem lehet semmivel sem kiegészíteni.
A nyomásra II. Theodosius bizánci császár úgy döntött, hogy újabb zsinatot hív össze Epheszoszba, 449 augusztusára.

## A zsinat
E zsinatot Dioszkorosz alexandriai pátriarka irányította, nem Róma és szövetségesei. I. Leó pápát ugyan meghívták a zsinatra, de ő visszautasította a meghívást, mondván, efféle pápai részvételre még nem volt példa, de elküldte három követét egy hitelvi nyilatkozattal (tomus). Ezt a konstantinápolyi Flavianus pátriárkának szánta, s a zsinatnak kellett volna elfogadnia. Tomusában nyíltan támadta Eutükhész „egy természet az egyesülés után" formuláját és kifogásolta, hogy Eutükhész vonakodva fogadta el azt a tételt, mely szerint Krisztus életadó teste egylényegű a miénkkel. Leó a lehető legerőteljesebben hangsúlyozta a két természet állandó különbözőségét a megtestesült Úrban, Krisztusban. Levelét viszont elutasították és nem olvasták fel. A római követek csak latinul kiabálva tudtak tiltakozni, de hatástalanul. 
A zsinat elítélte Flavianust és Eutükhésznek adott igazat, őt rehabilitálta. Flavianust megfosztották hivatali székétől és száműzték; száműzetésének helyére menet, útközben meg is halt.

## Utána
I. Leó pápa nyugaton elutasította az epheszoszi ülést, latrociniumnak („rablózsinat”) nevezve azt. A később szentté avatott Pulcheria császárné és Leó pápa közti szövetség biztossá tette, hogy a 449-es epheszoszi határozatok nem sokáig maradnak érvényben.
Dioszkorosz befolyása révén saját presbiterét, Anatolioszt nevezték ki Flavianus utódának Konstantinápolyba. Dioszkoroszra nézve a végső csapást ezen saját embere jelentette. Anatoliosz pátriárka elhatározta, hogy újra érvényt próbál szerezni Konstantinápoly azon igényének, hogy a kereszténység második legtekintélyesebb püspöki székhelye legyen, s aki az akkori helyzetet kiválóan alkalmasnak látta arra, hogy Rómát rávegye igénye elismerésére.
450 nyarán II. Theodosziosz császár lovasbalesetben hirtelen meghalt. Ekkor Pulcheria azonnal kezébe vette az irányítást, kivégeztette Khrüszapiosz eunuchot, a császár addigi politikájának irányítóját, és száműzte Eutükhészt. Egyetemes zsinatot hívtak össze 451 őszére, amely khalkédóni zsinat néven lett ismeretes. E zsinat Pulcheria és a konstantinápolyi Anatoliosz pátriárka irányítása alatt állt, és módszeresen visszájára fordította az epheszoszi zsinat majdnem minden határozatát. Dioszkoroszt alexandriai pápát letették, de a helyi keresztények zöme elismerte őt vezetőjének, így őt tekintik az első kopt pápának. Őt is száműzték, rövidesen meg is halt.
Eutükhész követői, a monofizita hívek elutasították a khalkédóni zsinat határozatait és ez az egységes egyháztól való elszakadásukhoz és az antikhalkedóni („nem-khalkedóni”) egyházak létrejöttéhez vezetett.

## Fordítás
- Ez a szócikk részben vagy egészben  a   Second Council of Ephesus című angol Wikipédia-szócikk fordításán alapul.  Az eredeti cikk szerkesztőit annak laptörténete sorolja fel. Ez a jelzés csupán a megfogalmazás eredetét és a szerzői jogokat jelzi, nem szolgál a cikkben szereplő információk forrásmegjelöléseként.